# Cerkiew Świętych Piotra i Pawła w Risanie
Cerkiew Świętych Piotra i Pawła – prawosławna cerkiew znajdująca się w mieście Risan w Czarnogórze.
Świątynia powstała w 1601, natomiast między 1722 a 1796 została gruntowanie przebudowana. Ostateczny kształt nadano jej w czasie prac kierowanych przez włoskiego architekta Antonio Costę, który w końcowej fazie budowy zginął w wypadku, przygnieciony przez część sklepienia.
Cerkiew jest trójnawowa, z dobudowaną od strony zachodniej dzwonnicą. Nawa środkowa jest wyraźnie szersza od bocznych, nakryta sklepieniem kolebkowo-krzyżowym. Nad centralną częścią nawy znajduje się sześcioboczny bęben, na którym wspiera się kopuła. Dzwonnica łączy się z rzędem arkad, które przekształcają się w otwarty przedsionek obiektu. Dzwonnicę dekoruje rozeta, wieńczy ją kopuła na ośmiobocznym bębnie. Znajdujące się w niej dzwony wykonano w 1786 w Trieście. Złocony ikonostas we wnętrzu obiektu powstał w Rosji, udekorowany zaś w Wenecji.